# Uitstaande melde
De uitstaande melde (Atriplex patula) is een plant uit de amarantenfamilie (Amaranthaceae).
De plant is vertakt, wordt tot 1,5 m hoog en is witbepoederd. De stengels hebben wit/groene of rood/groene strepen. De onderste bladeren zijn ruitvormig tot langwerpig. De bovenste bladeren zijn meer lancetvormig. Soms zijn ze onregelmatig getand, maar ook zijn ze soms gaafrandig.
De uitstaande melde bloeit in schijnaren in de bladoksels. De bloeitijd is van juli tot september. De bloem is groenachtig, eenslachtig en vrij onbeduidend. De mannelijke bloem heeft vijf groene bloemblaadjes en vijf meeldraden. De vrouwelijke bloem heeft twee stempels met twee schutbladen die wrattig zijn.

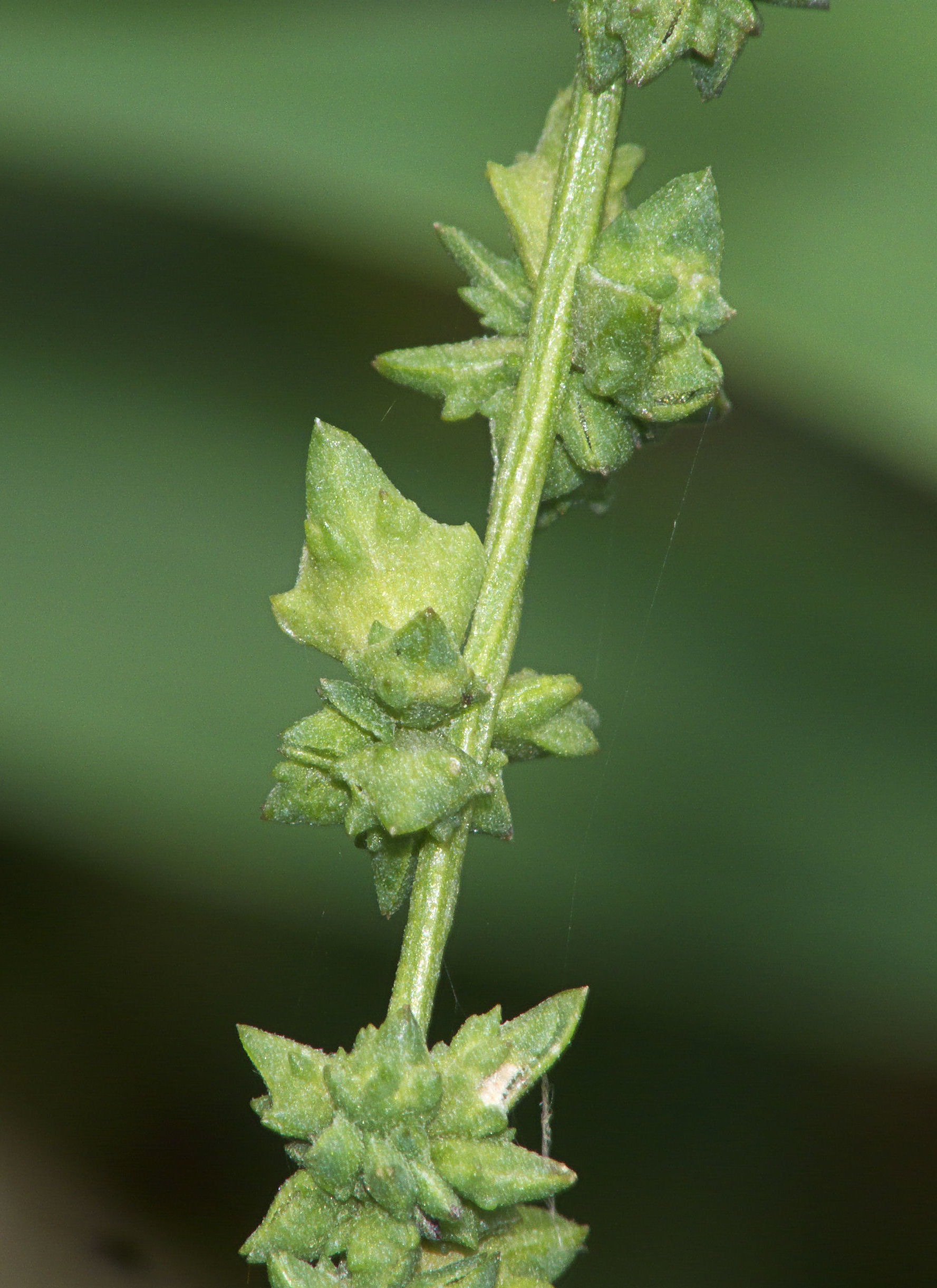
Bloeiwijze

De vrucht is een zwart, 2 - 2,5 mm lang nootje, dat wordt omsloten door de twee schutbladen.

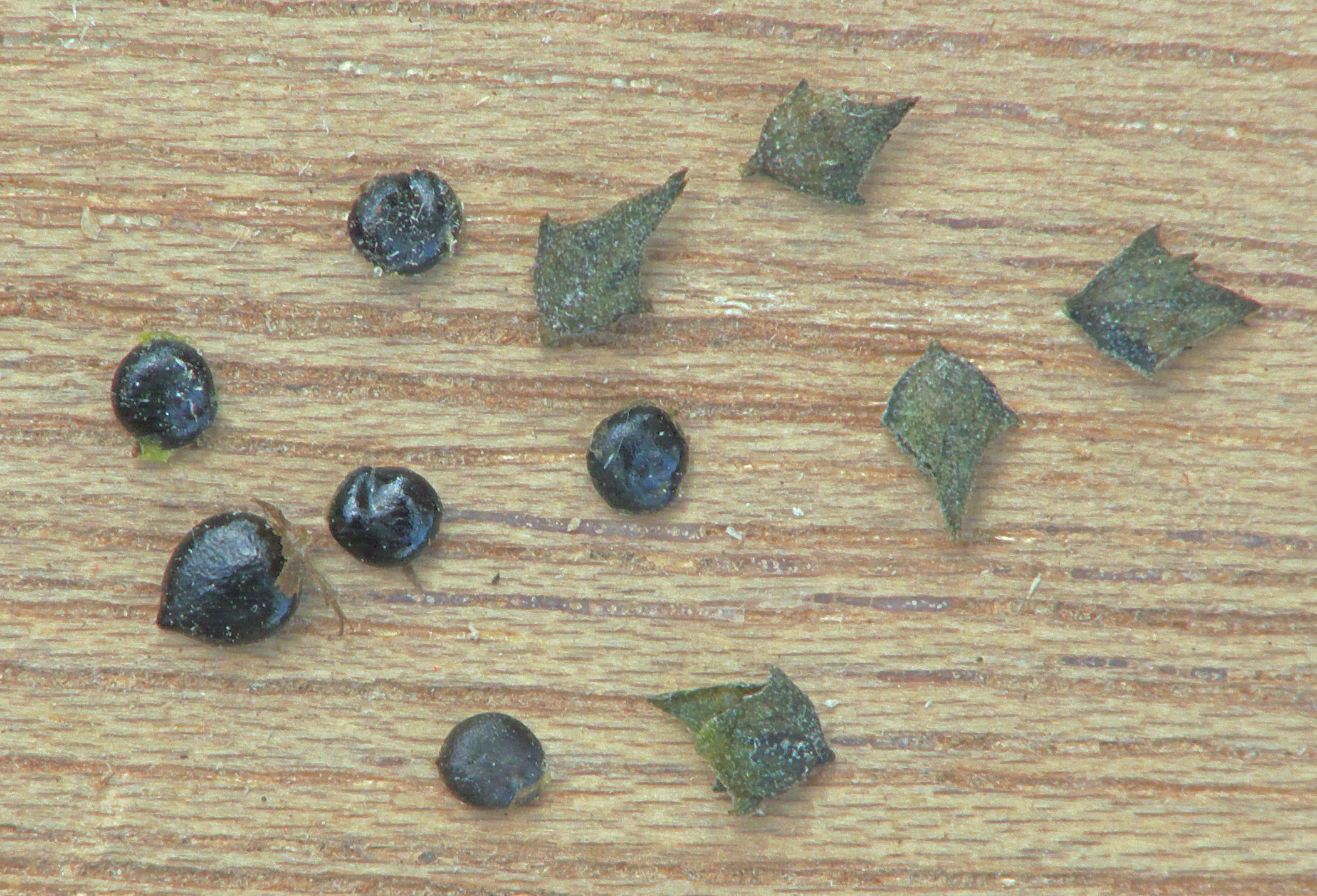
Vruchten met en zonder schutbladen

De plant komt voor op bouwland, braakliggende terreinen, in tuinen en langs wegen.